# Бьянкетто, Серджо
Серджо Бьянкетто (итал. Sergio Bianchetto; род. 16 февраля 1939, Брента) — итальянский трековый велогонщик, двукратный олимпийский чемпион (1960, 1964).

## Биография
Родился 16 февраля 1939 года в городе Брента, Италия.
Своего первого успеха добился в 1957 году на тандеме, выиграв чемпионат Италии. В спринте он стал бронзовым призёром Средиземноморских игр 1959 года.
На Олимпийских играх 1960 года в Риме Бьянкетто в паре с Джузеппе Бегетто выиграл золотую медаль.
В 1961 году в Цюрихе и в 1962 году в Милане Бьянкетто стал чемпионом мира. На чемпионате мира 1963 года в Рокуре он уступил в скорости бельгийцу Патрику Серкю и получил серебряную медаль.
В следующем году на чемпионате мира в Париже Бьянкетто заработал бронзовую медаль, но на Олимпийских играх 1964 года в Токио он получает золотую медаль вместе со своим напарником с Анджело Дамиано.
Бьянкетто стал выступать на профессиональном уровне сразу после Олимпийских игр в Токио, но он не смог добиться значительных успехов. В 1966 году Бьянкетто посчастливилось победить в финале и выбрать свой единственный титул в Италии в профессиональных спринтерских гонках.
Бьянкетто завершил свою спортивную карьеру в 1970 году.